# Mediegrafiker-uddannelsen
Mediegrafiker-uddannelsen er en uddannelse inden for grenen medieproduktion. Uddannelsen varer 4 år og består både af skole- og praktikophold. Uddannelsens mål er at uddanne eleven i opsætning af tekst og billeder ved hjælp af moderne IT-teknik, især den grafiske del. Der er også undervisning i kommunikation og kundekontakt.
Uddannelsen tilbydes på følgende tekniske skoler i Danmark: Herning, Kolding, København, Odense, Roskilde, Aalborg og Aarhus.
| Skole | Spire Denne artikel om en skole, en uddannelsesinstitution eller uddannelse er en spire som bør udbygges. Du er velkommen til at hjælpe Wikipedia ved at udvide den. |